# La coronación de la Virgen (El Greco, Museo del Prado)
La coronación de la Virgen, actualmente en el Museo del Prado, es —según Harold Wethey— una de las cinco versiones firmadas conocidas realizadas por el Greco sobre el mismo tema. En los inventarios realizados por Jorge Manuel Theotocópuli, después de la muerte de su padre, aparecen tres versiones de esta temática en el primero, y cinco en el segundo. Estos lienzos inventariados no pueden identificarse con seguridad con las versiones hoy conocidas.

## Temática de la obra
Según Harold Edwin Wethey, el modelo iconográfico varía muy poco en las cinco versiones, aunque en los Retablos de la Capilla de San José y en el Retablo de Talavera la Vieja, el Greco añadió en la parte inferior seis santos como espectadores, agrupados simétricamente a derecha e izquierda. Sin embargo, el modelo fundamental de la parte superior permanece intacto.

## Análisis de la obra
La Virgen María aparece sobre una gran luna creciente, con lo cual se convierte en una Inmaculada Concepción. En esta obra el Greco muestra una cuidada caligrafía pictórica, realizada con una reducida gama de colores carmín, azul, blanco y amarillo, pero de gran desarrollo tonal y de delicada luminosidad. No se sabe cuál es la procedencia primera de esta obra. Quizá perteneció a don Agustín de Hierro, miembro del Consejo de Castilla, que tuvo varias obras del Greco. También se la ha relacionado con una obra de esta temática inventariada en 1810 en el Palacio Real de Madrid.